# 島地大等

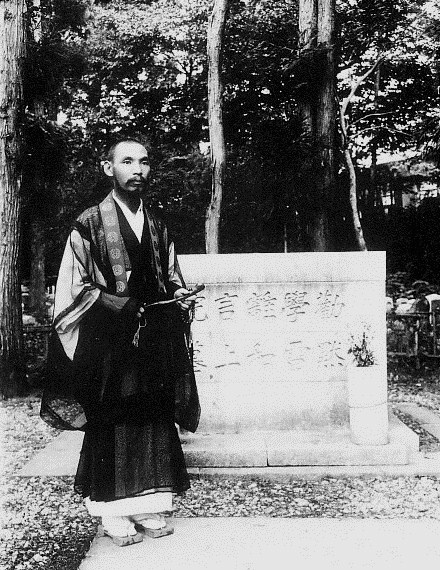
島地大等

島地 大等（しまじ だいとう、1875年〈明治8年〉10月8日 - 1927年〈昭和2年〉7月4日）は、浄土真宗の僧侶。旧姓は姫宮、幼名は等。新潟県頸城郡三郷村（現・上越市）出身。4年間の上京を経て、1893年に西本願寺の文学寮（現龍谷大学）に入学した。1897年に大学林へ進学、1899年は大学林高等科へ進学。1902年に島地黙雷の養嗣子（法嗣）となり、黙雷亡き後は盛岡の願教寺住職となる。曹洞宗大学（現駒澤大学）、日蓮宗大学（現立正大学）、東洋大学などで教え、1923年から東京帝国大学でインド哲学を教えた。数え53歳で死去。子の島地黙猊が跡を継ぎ、『天台教学史』など多くの遺稿が刊行された。

## 著書
- 『妙法蓮華経』（1914年）／ 『漢和対照 妙法蓮華経』（国書刊行会 1987年）
- 『歎異鈔講本』（光融館 1916年）
- 『聖典 浄土真宗』（明治書院 1919年、編著。新版1980年ほか）
- 『共に道を求めて』（光明閣 1923年）
- 『思想と信仰』（明治書院 1928年）
- 『天台教学史』（明治書院 1929年／隆文館 新版1987年／中山書房仏書林 新版2003年）
- 『生々主義の提唱』（慈悲の光社 1929年）
- 『真宗大綱』（明治書院 1930年）
- 『教理と史論』（明治書院 1931年）
- 『仏教大綱』（明治書院 1931年）
- 『日本仏教教学史』（明治書院 1933年／中山書房仏書林 新版2005年）
- 『思想と信仰 続篇』（明治書院 1938年）
- 『島地大等講話集』（百華苑 1965年）